# Fluerne og deres bekæmpelse
Fluerne og deres bekæmpelse er en dansk dokumentarfilm fra 1939, der er instrueret af Dines Hansen efter manuskript af Mathias Thomsen. Filmen er en forkortet udgave af Flueplagen og dens Bekæmpelse fra 1936.

## Handling
Denne artikel mangler et handlingsreferat. Hjælp os med at skrive det.